# Stanisław Kania
Stanisław Kania (8. března 1927, Wrocanka – 3. března 2020, Varšava) byl polský komunistický politik.

## Životopis
Stanisław Kania se narodil 8. března 1927 ve vesnici Wrocanka do rodiny farmáře. Účastnil se polského odboje a v dubnu 1945 vstoupil do Polské dělnické strany. Účastnil se kampaní strany, například jako dobrovolnický záložník lidových milicí. Stal se zástupcem zástupce za volební obvod Jasielski. V únoru 1947 byl zvolen vedoucím oddělení ZWM. Roku 1948 byl ve věku 27 let zvolen delegátem sjednoceného kongresu Polské sjednocené dělnické strany. Byl poslán do stranické školy, kterou úspěšně dokončil roku 1952. Od 1. září 1960 do 30. listopadu 1968 byl tajemníkem varšavského zemského výboru strany. Od září 1962 studoval extramurální ekonomii se specializací na zemědělskou ekonomii. V červnu 1964 se na 4. kongresu PZPR stal zástupcem člena Ústředního výboru. V listopadu roku 1968 se na 5. kongresu stal členem Ústředního výboru PZPR.
Do politbyra strany se dostal roku 1975.
Po nucené abdikaci prvního tajemníka PSDS Edwarda Giereka v září 1980 se Kania stal jeho nástupcem. Kania veřejně přiznal, že se strana dopustila mnoha ekonomických chyb a snažil se spolupracovat s katolickou církví a dalšími opozičními organizacemi. Setkal se také s Lechem Wałęsou, vedoucím opozičního hnutí Solidarita.
Sporná je jeho role během vyhlášení stanného práva roku 1981. 14. srpna 1981 se setkal na Krymu s Leonidem Brežněvem a stěžoval si na poměry v Polsku. 11. září téhož roku byl spolu s prezidentem Jaruzelským varován sovětským diplomatem, že situace v Polsku zašla příliš daleko a nevylučuje se zásah Sovětského svazu. Poté, co KGB díky nastražené štěnici vyslechla Kaniovu kritiku Kremlu, byl 18. října 1981 v čele strany nahrazen generálem Wojciechem Jaruzelským.
Roku 2012 byl souzen spolu s dalšími představiteli PSDS kvůli vyhlášení stanného práva roku 1981, byl však 12. ledna 2012 osvobozen.
Stanisław Kania zemřel 3. března 2020 na pneumonii a selhání srdce. Byl posledním žijícím tajemníkem Ústředního výboru PSDS. Pohřben byl na vojenském hřbitově Powązki ve Varšavě. I přes pandemii covidu-19 se jeho pohřbu zúčastnilo 34 lidí, včetně vicemaršálka Senátu Bogdana Borusewicze.